# Historisches Fünfeck

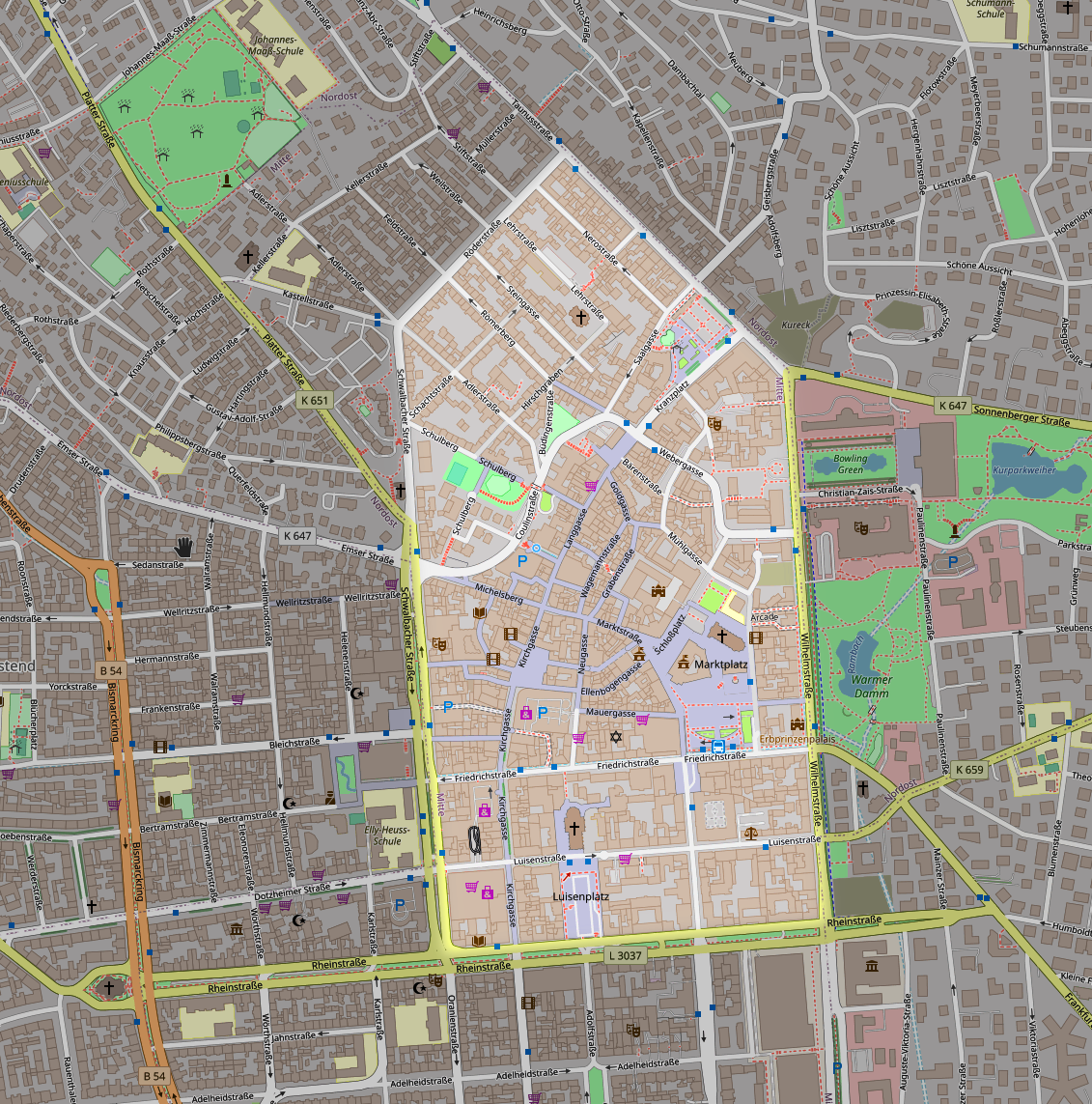
Historisches Fünfeck in Wiesbaden

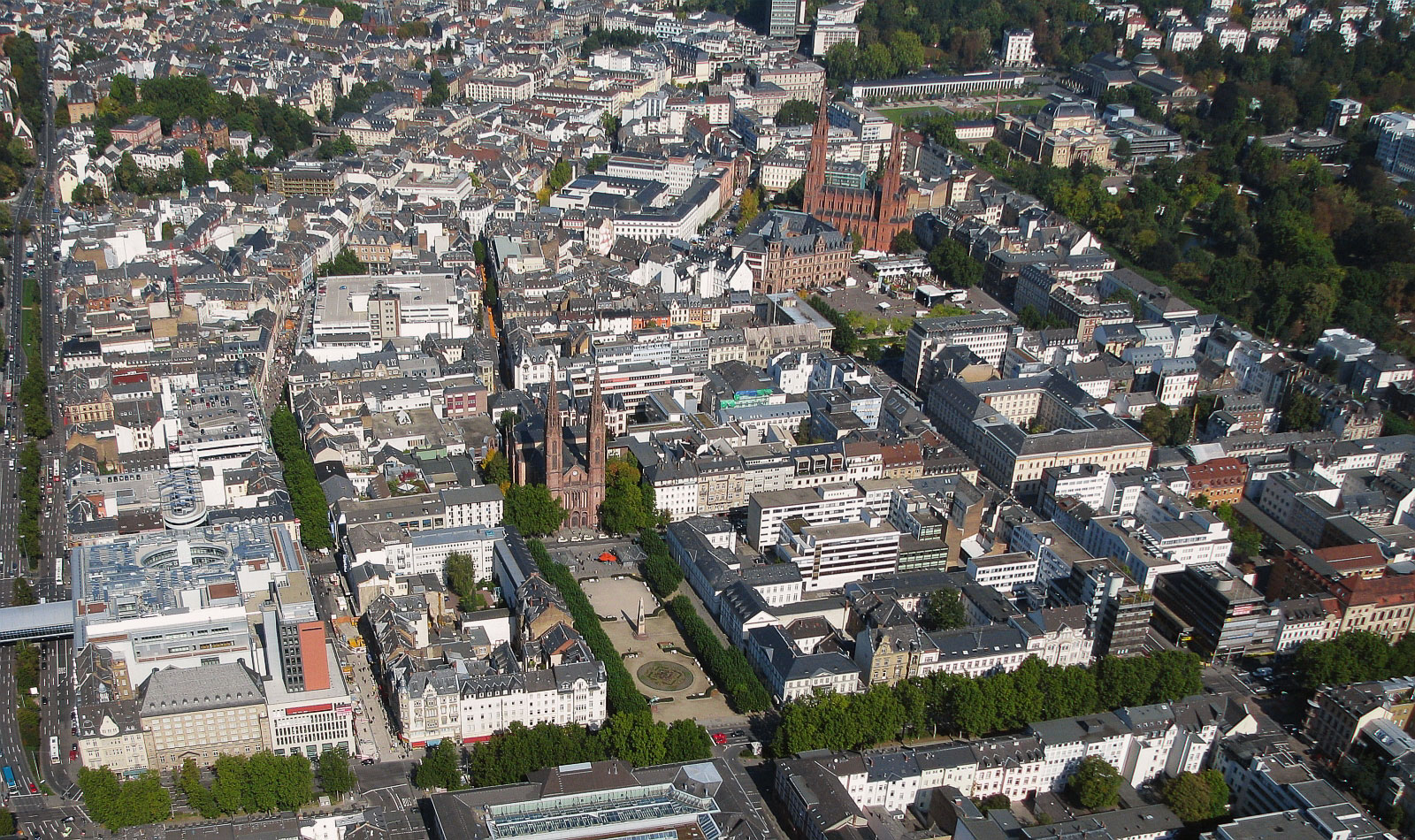
Blick von Südwesten auf das Historische Fünfeck. Am linken Bildrand verläuft die Schwalbacher Straße, im Vordergrund die Rheinstraße.

Das Historische Fünfeck bezeichnet den historischen Kern der hessischen Landeshauptstadt Wiesbaden.
Es wird im Süden begrenzt von der Rheinstraße, im Westen von der Schwalbacher Straße, im Norden von der Röderstraße und der Taunusstraße sowie im Osten von der Wilhelmstraße. Diese Straßen bilden ein Fünfeck, das die Wiesbadener Altstadt und das Bergkirchenviertel umschließt. Mit der Bebauung außerhalb dieses Straßenzugs wurde erst ab der zweiten Hälfte des 19. Jahrhunderts begonnen. Seit dieser Zeit wird der Bereich Historisches Fünfeck genannt.
Innerhalb des Fünfecks liegt der mittelalterliche Stadtgrundriss mit vielen historischen Gebäuden, wie dem Stadtschloss der nassauischen Herzöge am Schlossplatz, dem Alten Rathaus, dem Neuen Rathaus und der Marktkirche, sowie am westlichen Rand das älteste erhaltene Bauwerk der Stadt aus der Römerzeit, der Heidenmauer.
Im Norden liegt der Kochbrunnenplatz und der Kranzplatz. Von dort führen die Einkaufs- und Fußgängerstraßen Langgasse und Kirchgasse zur Rheinstraße.
Das Straßenfünfeck geht auf einen Generalbebauungsplan von 1818 zurück, den der Wiesbadener Stadtbaumeister und Architekt Christian Zais vorlegte. Zais' Konzept umschloss den damals als unansehnlich empfundenen, noch mittelalterlich geprägten Stadtkern mit einseitig bebauten Straßenzügen, um die innere Stadt zu verbergen.